# Craterul Kamensk

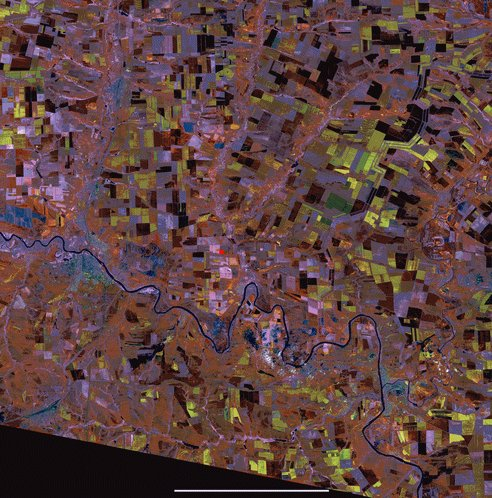
Craterul Kamensk

Craterul Kamensk este un crater de impact în Rusia.

## Date generale
Acesta are 25 km în diametru și vârsta este estimată la 49.0 ± 0,2 milioane de ani (Eocen). Craterul nu este expus la suprafață. Acesta este posibil să se fi format în același timp cu Craterul Gusev din apropiere care este mai mic.